# چشمه آبگرم قوچارک
چشمهٔ آبگرم قوچارک یا قوچرک Qucherak واقع در شهر اهرم از توابع 
بخش مرکزی  شهرستان تنگستان و یکی از نقاط دیدنی استان بوشهر در جنوب ایران است. 
«چشمهٔ آبگرم قوچرک» در مسیر جاده بوشهر به بندرعباس و در ۵ کیلومتری جنوب شرقی اهرم قرار دارد. این چشمه از شکاف سنگ‌های آهک مارنی از زمین خارج می‌شود.
آب این چشمه در ردیف آب‌های سولفات، کلسیم، همراه با منیزیم زیاد و کلرور سدیم و لرم است.